# Mediclinic
Mediclinic est un groupe hospitalier privé international présent en Afrique du Sud, en Namibie, en Suisse et aux Émirats arabes unis.
Le siège social de l'entreprise est situé à Stellenbosch, dans la province du Cap-Occidental en Afrique du Sud. Coté à la Bourse de Johannesbourg (JSE), la bourse sud-africaine, il l'est depuis 1986. Il était également coté à la Bourse de Londres jusqu'à son acquisition par un consortium sud-africain incluant Remgro et Mediterranean Shipping Company en mai 2023.

## Histoire
Mediclinic a été fondée en 1983 à Stellenbosch, en Afrique du Sud, lorsque le Dr Edwin Hertzog a été chargé par le groupe Rembrandt (aujourd'hui Remgro Group) de réaliser une étude de faisabilité sur la rentabilité des hôpitaux privés. Trois ans plus tard, Mediclinic, qui exploitait quatre hôpitaux en service et trois en construction, était cotée à la Bourse de Johannesburg (JSE), la bourse sud-africaine, en 1986.
En 2006, Mediclinic a conclu un accord pour acquérir une participation majoritaire dans Emirates Healthcare à Dubaï, aux Émirats arabes unis, qui possédait alors un hôpital, les droits de développer deux autres hôpitaux dans la Dubai Healthcare City et cinq cliniques.
En juin 2015, Mediclinic acquiert 29,9 % de l'entreprise britannique Spire Healthcare pour 700 millions de dollars.
En novembre 2017, l'offre de reprise de Spire pour 1,2 milliard de livres par Mediclinic échoue.
Le fondateur a démissionné en 2020 et Dame Inga Beale a pris la présidence de l'entreprise.
La branche sud-africaine de Mediclinic a été critiquée en 2021 lorsqu'il est apparu que Wouter Basson, médecin controversé et ancien directeur du programme sud-africain d'armes chimiques et biologiques, travaillait dans l'un de ses établissements du Cap-Occidental.
En août 2022, l'entreprise a accepté une offre de rachat d'une valeur de 3,7 milliards de livres sterling émanant d'un consortium sud-africain comprenant Remgro et Mediterranean Shipping Company. En mai 2023, l'entreprise a confirmé que la Banque centrale sud-africaine avait approuvé la transaction, lui permettant ainsi de la finaliser.